# Ніколя Шарль Удіно
Ніколя Шарль Удіно (фр. Nicolas-Charles Oudinot); 25 квітня 1767, Бар-ле-Дюк, Лотарингія, Франція — 13 вересня 1847), Париж) — граф Удіно, 1-й герцог Реджо (1810), маршал Імперії (1809).

## Біографія
Служив в королівській армії, але скоро залишив її. Революція знову зробила його солдатом. У 1794 році він був уже генералом.
Як начальник штабу Массени прославився обороною Генуї (1800).
В кампаніях 1805—1807 років командував гренадерським корпусом; брав участь в битвах під Остроленці, під Данціґом та під Фрідландом. У 1809 році очолював 2-й армійський корпус; за битву під Ваграмом отримав маршальський жезл, а незабаром після того титул герцога.
У 1812 році на чолі 2-го армійського корпусу Удіно бився з російським генералом графом П. Х. Вітгенштейном, 17 серпня, важко поранений в першій битві під Полоцьком, здав командування Гувйону Сен-Сіру, від якого 2 місяці по тому прийняв його назад. Під час переправи через Березину він допоміг Наполеону врятуватися, але сам був тяжко поранений. Після лікування прийняв командування 12-м армійським корпусом, бився під Бауценом і був розбитий під Лукау 4 червня 1813 р.
Після перемир'я Удіно отримав командування над армією, якій призначено було діяти проти столиці Пруссії. Розбитий 23 серпня під Гросбереном, він був відданий під начальство маршала Нея і разом з останнім знову зазнав поразки під Денневіці (6 вересня). У 1814 році бився під Бар-сюр-Об, потім захищав Париж проти Шварценберга і прикривав відступ імператора.
Прибувши в Фонтенбло з Наполеоном, Удіно умовляв його зректися престолу і, коли Бурбони були відновлені, долучився до них. У подіях Ста днів (1815) не брав ніякої участі.
У 1823 році командував корпусом під час іспанської експедиції; після липневої революції долучився до короля Луї-Філіпа І Орлеанського.